# Tibério Cláudio Balbilo

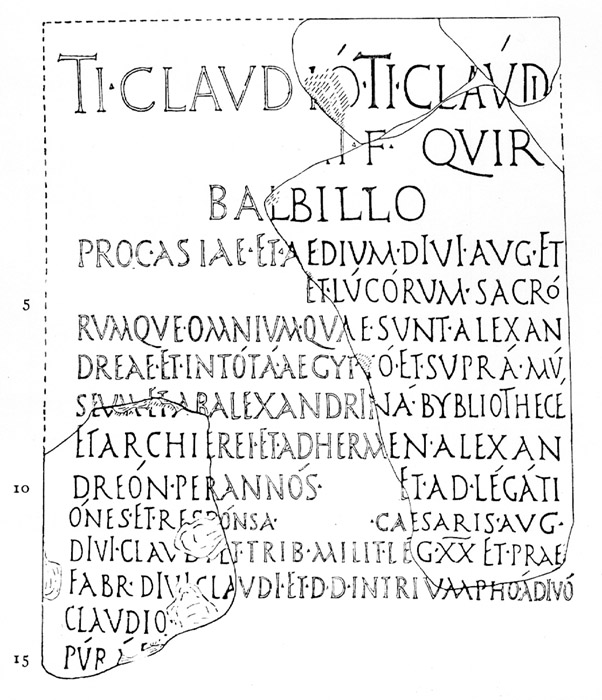
Documento romano que cita Tibério Cláudio Balbilo como responsável pela Biblioteca de Alexandria.

Tibério Cláudio Balbilo (em latim: Tiberius Claudius Balbillus Modestus; em grego: Τιβέριος Κλαύδιος Βαλβίλλος Μόδεστος), igualmente conhecido como Tiberius Claudius Balbillo, Barbilo, Babilo e Balbilo, o Sábio, (Alexandria, ano 3 — Éfeso, ano 79) foi um eminente político romano, astrólogo da corte dos imperadores romanos Cláudio, Nero e Vespasiano.

## Antecedentes familiares e primeiros anos
Acredita-se que Balbilo tenha nascido em Alexandria, na província romana do Egito. Balbilo era um nobre egípcio-romano principalmente de origem grega e parcialmente de ascendência armênia e mediana. Ele era o filho mais novo de Tibério Cláudio Trásilo, também conhecido como Trásilo de Mendes, e Aca II de Comagena,[carece de fontes?] uma princesa do Reino de Comagena. Trásilo era um gramático, comentarista literário e astrólogo da corte, que se tornou amigo pessoal do imperador romano Tibério.
Sabe-se que Balbilo tinha uma irmã mais velha, cujo nome não é conhecido.[carece de fontes?] Sua irmã se casou com o equestre Lúcio Ênio. Através dela, Balbilo era tio materno de Ênia Trásila,[carece de fontes?] que se casou com o prefeito pretoriano da Guarda Pretoriana Névio Sutório Macro, e talvez de Lúcio Ênio, que foi o pai de Lúcio Ênio Ferox, um soldado romano que serviu durante o reinado imperador romano Vespasiano entre 69 e 79. Embora Balbilo tenha nascido e sido criado no Egito, ele era parte da ordem equestre romana. Balbilo era amigo do sobrinho de Tibério, Cláudio, que Balbilo conhecera na casa de seu pai quando eram crianças.
Um papiro datado de 26 de agosto de 34 cita Balbilo como um dos donos de uma casa de banhos localizada na cidade, e menciona o arrendamento dessa casa de banhos e a tributação de sua receita. No reinado do imperador romano Calígula (37–41), Balbilo deixou Roma e retornou a Alexandria.

## Carreira política
Após o assassinato de Calígula em 24 de janeiro de 41, seu tio paterno Cláudio o sucedeu como imperador romano. A carreira política de Balbilo começou no reinado de Cláudio. Balbilo trocou Alexandria por Roma, a fim de apoiar Cláudio quando este se tornou imperador. Balbilo acompanhou Cláudio em sua expedição à Britânia em 43, servindo como oficial na XX Legião. Ele serviu na legião romana como Tribuno Militar e Comandante dos Engenheiros Militares, e esteve entre os primeiros gregos a estarem na Grã-Bretanha. Quando Cláudio, com as legiões romanas, voltou da Grã-Bretanha para Roma, Balbilo recebeu uma coroa de honra.
De acordo com Suetônio, Cláudio recompensou Balbilo com uma Hasta Pura e talvez com uma coroa áurea durante o Triunfo para celebrar a conquista da Bretanha, em 44 Como Balbilo fazia parte de seu séquito, parece provável que suas condecorações e seu posto militar fossem honorários.
Balbilo foi um dos mais altos magistrados equestres que serviram em Roma. Depois que Balbilo retornou a Roma da conquista romana da Grã-Bretanha, ele recebeu um importante cargo no Egito. Em Alexandria Balbilo foi nomeado Sumo Sacerdote no Templo de Hermes e Diretor da Biblioteca, e passou a dividir seu tempo entre Alexandria e Roma. Algum tempo depois, ele serviu como Procurador da província da Ásia.
Em outubro de 54, Cláudio morreu e foi sucedido por Nero como imperador romano. Sob Nero, Balbilo foi nomeado Prefeito do Egito, servindo nesse posto de 55 até 59. Depois que sua prefeitura terminou no Egito, Balbilo continuou a viver em Alexandria.

## Astrologia
Balbilo suscedeu ao seu pai na astrologia, e foi um dos principais astrólogos do seu tempo em Roma. Ele permaneceu em Roma durante o reinado de Cláudio como seu conselheiro, depois de deste ter emitido um decreto expulsando todos os astrólogos da cidade, e previu um eclipse que caiu em um dos aniversários do imperador.
Durante o reinado de Nero, de 54 a 68, Balbilo serviu como conselheiro-astrológico dele e de sua mãe, Agripina Menor. Um cometa atravessou o céu em 60 ou 64, sinalizando a morte de uma grande personagem. Balbilo tentou acalmar os medos de Nero, observando que a solução usual era assassinar cidadãos proeminentes a fim de apaziguar os Deuses, e Nero de fato Nero concordou e mandou matar diversos nobres. Balbilo provou-se um astrólogo distinto e ardiloso, ao evitar o destino fatídico de muitos astrólogos sob o reinado de Nero.
Durante o reinado do imperador romano Vespasiano, de 69 até 79, Balbilo retornou a Roma e serviu como astrólogo do novo imperador.
Balbilo era um homem instruído. Sêneca descreve-o como "um excelente homem do mais raro conhecimento em todos os ramos de estudos". Ele escreveu um tratado de astrologia, intitulado Astrologumena, cujos fragmentos sobreviveram. O livro foi endereçado a Hermógenes.

## Família e descendência
A identidade da esposa de Balbilo é desconhecida, e muito provavelmente ela era uma nobre grega, talvez da aristocracia do Oriente Próximo romano. Existe a possibilidade de que a esposa de Balbilo possa ter pertencido por direito próprio à realeza. Da união com sua esposa, Balbilo teve uma filha chamada Cláudia Capitolina, que é a sua única criança conhecida. O nomen Cláudia ela herdou da família de seu pai, e o cognome Capitolina ela pode ter herdado da família de sua mãe.
Em 64, Capitolina casou-se com seu segundo primo paterno, o príncipe de Comagena Caio Júlio Arquelau Antíoco Epifânio, filho do rei Antíoco IV de Comagena  e de sua irmã-esposa, a rainha Jotapa. Capitolina deu a Epifânio um filho, chamado Caio Júlio Antíoco Epifanes Filopapo e uma filha, chamada Julia Balbila.
Balbilo tem dois outros homônimos: os sacerdotes do culto de El-Gebal em Roma, Tibério Júlio Balbilo e seu parente, Tito Júlio Balbilo, que viveram na segunda metade do século II e na primeira metade do século III. Como Balbilo, eles eram descendentes do rei Antíoco I Teos de Comagena.

## Honras póstumas
Balbilo morreu no ano 79, talvez em junho desse ano, mais ou menos na mesma época em que Vespasiano morreu. Nos seus últimos anos, Balbilo viveu em Éfeso, e Vespasiano concedeu privilégios a ele e à sua cidade.
Como Vespasiano apreciava-o e buscava favorece-lo, ele permitiu as cidadão de Éfeso instituir jogos em sua honra. Os jogos realizados em sua honra tornaram-se um festival esportivo chamado de Jogos Balbileanos, que foi realizado em Éfeso de 79 até o século III. Uma inscrição em Éfeso homenageia Balbilo e sua filha.
Balbilo é homenageado por sua neta Júlia Balbila em dois epigramas em grego eólico, datados de 130. Os dois epigramas são parte de quatro epigramas que estão inscritos e foram preservados nas partes inferiores de um dos Colossos de Mêmnon. Balbila tinha viajado para o Egito como acompanhante do imperador romano Adriano e de sua esposa, Víbia Sabina. As inscrições que Balbila encomendou comemoraram sua visita ao país.
Balbila, ao inscrever seu nome nos Colossos de Mêmnon, reconhece e faz referência à sua ascendência real e aristocrática. Nas duas últimas linhas do segundo epigrama, ela homenageia sua família, incluindo Balbilo:
Pois meus pais eram nobres, e meus avós
O sábio Balbilo e Antíoco, o rei.
Balbila dedica o quarto e último epigrama a seus pais e avós. Este epigrama é dedicado também ao seu sangue nobre e aristocrático. Nele, Balbila menciona que Balbilo tem linhagem real:
Pois piedosos foram meus pais e avós: Balbilo o sábio e rei
Antíoco; Balbilo, o pai da minha mãe de sangue real e rei
Antíoco, o pai do meu pai. Da linha deles eu também desenho meu nobre
sangue, e esses versos são meus, piedosa Balbila.

## Balbilo na ficção
- A Hasta Pura de Balbilo é mencionada na segunda parte da novela escrita por Robert Graves, Eu, Claudius, Imperador. Graves chama essa condecoração de uma "flecha sem cabeça" e refere-se à sua entrega a Balbilo.[30]
- O papel um tanto duvidoso de Balbilo como astrólogo da corte é mencionado da quarta à sexta parte da série Romanike, de Codex Regius (2006-2014).[31]